# 荒篤山太郎
荒篤山 太郎（こうとくざん たろう、1994年3月11日 - ）は、神奈川県横浜市緑区出身で荒汐部屋所属の現役大相撲力士。本名は寺井 ジャスパー ケネス（てらい -）。身長180.0cm、体重162.0kg。最高位は西前頭16枚目（2022年3月場所）。

## 来歴
日本相撲協会の公式プロフィールでは横浜市出身となっているが、出生地はフィリピン・ルソン島のラグナ州サンタローザで、12歳までは同国にあるフィリピン人の母親の実家で育てられた。12歳の時に父親から日本で暮らす意向があるか尋ねられ、日本に行けば母親と一緒に生活できると考えたため来日を決意。本名「ジャスパーケネス」の由来は「明るい元気な男の子」。日本語は簡単な挨拶程度しかできなかったが、横浜市立十日市場中学校に入学し、中学校では野球部に所属していた。
来日当初は全く話せなかった日本語も、中学校を卒業する頃には日常会話に不自由することがないレベルまで上達したが、読み書きには苦労していたこともあり、日本人の父親の勧めで大相撲の道へ進むことになった。父親が複数の相撲部屋にメールで連絡を取り、荒汐部屋から迅速かつ丁寧な返信を貰ったことがきっかけとなって同部屋の千秋楽パーティーに参加し、その後体験入門を経て7代荒汐（元小結・大豊）から勧誘を受けたため、中学校卒業後の2009年3月に同部屋へ入門することになった。「自分は中卒で日本語の読み書きにも苦労するので今は他に行くところがない」というのも入門の動機になり、働くにしても大相撲に入門してもっと日本語を覚えてからの方が良いという判断もあった。日本国籍の取得を待ったため、新弟子検査を経て初土俵を踏んだのは入門から半年後の同年9月場所になった。四股名は荒汐部屋の後援会長に命名された。荒汐部屋の「荒」と「篤」という字にはもともと行き詰まるという意味があり、そこから熱心に物事に取り組むという意味が込められている。
初土俵から5年後の2014年11月場所で幕下に昇進。体格の近い琴勇輝を手本として突き押し相撲を磨き、琴勇輝本人にも教えを乞うなどの努力を重ねることで番付を徐々に上げて、2019年3月場所では十両が目前の西幕下2枚目まで番付を上げた。しかし、この場所は1勝6敗と大きく負け越し、幕下上位の壁に跳ね返される形となった。約2年後の2021年1月場所では再び十両が目前の東幕下3枚目に番付を上げたが、場所直前に新型コロナウイルスに感染したため全休を余儀なくされた。しかし、事情が考慮されて番付据え置きの救済措置が取られたため番付の降下は免れ、翌3月場所も東幕下3枚目の番付となった。この場所は7番中3番が十両力士との対戦となったが、4勝3敗と勝ち越したものの、番付運に恵まれず十両に昇進することはできなかった。続く5月場所は東幕下筆頭に番付を上げて、5勝2敗と勝ち越した。
これにより、場所後の番付編成会議で、翌7月場所での新十両昇進が決定した。8代荒汐（元幕内・蒼国来）が2020年3月に荒汐部屋を継承して以降、同部屋からは初めての新十両力士となった。新十両に当たって行われた記者会見では、目標の力士は御嶽海だと語り、その御嶽海から合同稽古の際に指導を受けたことを明らかにした。9代荒汐は、稽古の前後にも腕立て伏せや下半身のトレーニングを重ねたことが新十両に繋がったと分析した。
新十両で迎えた7月場所は4勝11敗と大きく負け越し、1場所で幕下に跳ね返される形となったが、翌9月場所は勝ち越して1場所で十両に復帰した。11月場所は11勝、自己最高位の西十両4枚目に躍進した2022年1月場所も10勝を挙げた。2月4日、協会は荒篤山が新型コロナウイルスに感染したと発表。3月場所で新入幕。十両は2場所で通過した。神奈川県出身では友風以来戦後10人目。
新入幕会見では「正直うれしい。こんなに早く上がれるとは思わなかった」と心境を語った。会見に同席した9代荒汐は「幕下時代は長かったけど、今は、この何年かは稽古場でも強くなろうと顔つきが違っている。彼はいま、相撲人生で一番楽しいんじゃないか」と、弟子の充実ぶりを察した。荒篤山自身も応えるように「一番楽しいです。稽古は楽しかったら強くなれないと思うので、親方に指導してもらいながらやっている」と感謝した。
2023年3月場所初日前日の同年3月11日に29歳の誕生日を迎えたが、その際には幕内に戻って幕内で勝ち越すことを目標に掲げた。しかし東十両10枚目で迎えた同場所、3日目に初白星を挙げたものの中日まで5連敗、9日目からの3連勝で踏み止まったものの、12日目に敗れ負け越すとそのまま4連敗、2場所連続で4勝11敗と大きく負け越し、5月場所では東幕下2枚目に降格、同場所も3連敗の後2連勝したものの6番相撲で同じく幕下に降格した栃武蔵に敗れ負け越し、3勝4敗で終える。その場所から3場所連続で負け越し、11月場所は東幕下14枚目まで下がったものの、同場所4勝3敗で1年ぶりに勝ち越すと、2024年5月場所まで4場所連続4勝3敗で勝ち越す。成績次第で十両復帰も狙える東幕下3枚目となった7月場所、3勝3敗で迎えた千秋楽7番相撲で、十両千代栄に敗れ5場所ぶりの負け越しと同時に十両復帰を逃す。9月、11月と2場所連続4勝3敗で、東幕下2枚目まで番付を戻した2025年1月場所では3勝2敗とし、あと1番で勝ち越しとなるところ、草野、十両島津海に連敗し3勝4敗、十両復帰を逃す。東幕下6枚目に落ちた3月場所は、所謂「抜け抜け」で4勝3敗と勝ち越し、西幕下4枚目となった5月場所、6番相撲で勝ち越した後、千秋楽に組まれた新十両宮乃風との一番に勝利し5勝2敗で終え、場所後の番付編成会議で、14場所ぶりの十両復帰が発表された。

## 取り口
押し相撲が武器であり、2021年11月場所に部屋の若隆景から「寺井さん（荒篤山の本名）は押し相撲なので、立ち合いで思い切り当たることによって持っていけるから、そこだけ意識強く持って」と助言をもらい、本人によると「それを稽古場で意識するようになって、新入幕できたことにつながった」という。後は引き技もそれなりに決まるが、押しと引き技以外の得意手がこれと云ってないのが弱点。

## 主な成績
2025年7月場所終了現在

### 通算成績
- 通算成績：374勝353敗12休（94場所）
- 幕内成績：9勝21敗（2場所）

### 場所別成績
| | 一月場所 初場所（東京） | 三月場所 春場所（大阪） | 五月場所 夏場所（東京） | 七月場所 名古屋場所（愛知） | 九月場所 秋場所（東京） | 十一月場所 九州場所（福岡） |
| --- | ----------------------- | ----------------------- | ----------------------- | --------------------------- | ----------------------- | --------------------------- |
| 2009年 （平成21年） | x                       | x                       | x                       | x                           | （前相撲）              | 西序ノ口25枚目 4–3          |
| 2010年 （平成22年） | 東序二段104枚目 3–4     | 東序二段109枚目 6–1     | 西序二段72枚目 2–5      | 西序二段100枚目 5–2         | 西序二段52枚目 2–5      | 西序二段84枚目 6–1          |
| 2011年 （平成23年） | 東序二段10枚目 1–6      | 八百長問題 により中止   | 西序二段56枚目 5–2      | 西序二段7枚目 4–3           | 西三段目85枚目 4–3      | 東三段目67枚目 4–3          |
| 2012年 （平成24年） | 西三段目53枚目 2–5      | 西三段目84枚目 4–3      | 西三段目68枚目 2–5      | 西三段目92枚目 5–2          | 西三段目62枚目 5–2      | 西三段目35枚目 4–3          |
| 2013年 （平成25年） | 西三段目20枚目 4–3      | 東三段目6枚目 3–4       | 西三段目20枚目 4–3      | 西三段目9枚目 2–5           | 西三段目34枚目 3–4      | 西三段目48枚目 5–2          |
| 2014年 （平成26年） | 東三段目24枚目 2–5      | 東三段目48枚目 4–3      | 東三段目35枚目 4–3      | 西三段目22枚目 4–3          | 西三段目11枚目 5–2      | 東幕下51枚目 3–4            |
| 2015年 （平成27年） | 西三段目筆頭 3–4        | 東三段目14枚目 5–2      | 東幕下52枚目 3–4        | 西三段目筆頭 3–4            | 東三段目16枚目 5–2      | 東幕下52枚目 4–3            |
| 2016年 （平成28年） | 西幕下43枚目 3–4        | 東幕下53枚目 0–2–5      | 西三段目31枚目 4–3      | 西三段目19枚目 4–3          | 東三段目9枚目 6–1       | 西幕下34枚目 4–3            |
| 2017年 （平成29年） | 西幕下28枚目 2–5        | 西幕下50枚目 5–2        | 西幕下37枚目 2–5        | 東幕下59枚目 6–1            | 東幕下28枚目 3–4        | 東幕下34枚目 6–1            |
| 2018年 （平成30年） | 東幕下13枚目 2–5        | 東幕下28枚目 2–5        | 東幕下45枚目 6–1        | 西幕下19枚目 4–3            | 東幕下16枚目 4–3        | 東幕下11枚目 4–3            |
| 2019年 （平成31年 /令和元年） | 西幕下8枚目 5–2         | 西幕下2枚目 1–6         | 東幕下18枚目 3–4        | 東幕下24枚目 4–3            | 西幕下20枚目 4–3        | 東幕下14枚目 4–3            |
| 2020年 （令和2年） | 東幕下8枚目 1–6         | 西幕下32枚目 5–2        | 感染症拡大 により中止   | 東幕下18枚目 4–3            | 西幕下11枚目 5–2        | 西幕下5枚目 4–3             |
| 2021年 （令和3年） | 東幕下3枚目 休場 0–0–7  | 東幕下3枚目 4–3         | 東幕下筆頭 5–2          | 西十両13枚目 4–11           | 西幕下2枚目 4–3         | 西十両14枚目 11–4           |
| 2022年 （令和4年） | 西十両4枚目 10–5        | 西前頭16枚目 7–8        | 東前頭17枚目 2–13       | 西十両7枚目 8–7             | 東十両7枚目 7–8         | 西十両8枚目 8–7             |
| 2023年 （令和5年） | 西十両5枚目 4–11        | 東十両10枚目 4–11       | 東幕下2枚目 3–4         | 東幕下4枚目 2–5             | 東幕下10枚目 3–4        | 東幕下14枚目 4–3            |
| 2024年 （令和6年） | 東幕下10枚目 4–3        | 西幕下7枚目 4–3         | 西幕下4枚目 4–3         | 東幕下3枚目 3–4             | 東幕下7枚目 4–3         | 東幕下4枚目 4–3             |
| 2025年 （令和7年） | 東幕下2枚目 3–4         | 東幕下6枚目 4–3         | 西幕下4枚目 5–2         | 東十両14枚目 10–5           | x                       | x                           |
| 各欄の数字は、「勝ち-負け-休場」を示す。 優勝 引退 休場 十両 幕下 三賞：敢=敢闘賞、殊=殊勲賞、技=技能賞 その他：★=金星 番付階級：幕内 - 十両 - 幕下 - 三段目 - 序二段 - 序ノ口 幕内序列：横綱 - 大関 - 関脇 - 小結 - 前頭（「#数字」は各位内の序列） |                         |                         |                         |                             |                         |                             |

### 幕内対戦成績
2025年7月場所終了現在
| 力士名   | 勝数 | 負数 | 力士名   | 勝数 | 負数 | 力士名 | 勝数 | 負数 | 力士名   | 勝数 | 負数 |
| -------- | ---- | ---- | -------- | ---- | ---- | ------ | ---- | ---- | -------- | ---- | ---- |
| 碧山     | 0    | 1    | 東龍     | 0    | 1    | 一山本 | 1    | 1    | 王鵬     | 0    | 1    |
| 隠岐の海 | 0    | 1    | 輝       | 0    | 2    | 琴恵光 | 1    | 0    | 琴勝峰   | 0    | 1    |
| 佐田の海 | 0    | 1    | 志摩ノ海 | 0    | 1    | 宝富士 | 0    | 1    | 千代翔馬 | 0    | 1    |
| 千代大龍 | 1    | 1    | 千代の国 | 1    | 0    | 千代丸 | 1    | 0    | 照強     | 1    | 1    |
| 栃ノ心   | 0    | 1    | 錦木     | 0    | 1    | 翠富士 | 0    | 1    | 妙義龍   | 1    | 1    |
| 明生     | 0    | 1    | 豊山     | 1    | 0    |        |      |      |          |      |      |

## 改名歴
- 寺井 太郎（てらい たろう）2009年9月場所
- 荒篤山 太郎（こうとくざん -）2009年11月場所 -